# Хэмминг, Ричард Уэсли
Ричард Уэсли Хэмминг (11 февраля 1915 года, Чикаго — 7 января 1998 года, Монтерей) — американский математик, работы которого в сфере теории информации оказали существенное влияние на компьютерные науки и телекоммуникации. Основной вклад — т. н. код Хэмминга, а также расстояние Хэмминга.

## Биография
Хэмминг родился в Чикаго. Он получил степень бакалавра в Чикагском университете в 1937 году. Затем он продолжил образование в Университете Небраска и в 1939 году получил там степень магистра. В 1942 году он защищает диссертацию в университете Иллинойс и становится доктором математических наук.
Некоторое время числится профессором в Университете Луисвилл, где прерывает работу для участия в Манхэттенском проекте в 1945. В рамках этого проекта Хэмминг занимается программированием одного из первых электронных цифровых компьютеров для расчета решения физических уравнений. Цель программы состояла в том, чтобы выяснить, не приведёт ли взрыв атомной бомбы к возгоранию атмосферы. Ответ оказался отрицательным, вследствие чего было принято решение о её использовании.
В период с 1946 по 1976 года Хэмминг работал в Bell Labs, где сотрудничал с Клодом Шенноном. В 1968-м Хэмминг стал почетным членом Института инженеров по электротехнике и электронике (IEEE) и был награждён премией Тьюринга Ассоциации компьютерных технологий . 23 июля 1976 года он переехал в Монтеррей и возглавил там научные исследования в области вычислительной техники в Высшем военно-морском училище.
Скончался 7 января 1998 года в возрасте 82 лет.

## Медаль Ричарда Хэмминга
В его честь Институт инженеров по электротехнике и электронике учредил медаль, которой награждаются учёные, внесшие значительный вклад в теорию информации — медаль Ричарда Хэмминга.